# El hijo de la furia
El hijo de la furia es una película estadounidense de 1942, del género drama y aventuras, dirigida por John Cromwell e interpretada por Tyrone Power, George Sanders, John Carradine, Frances Farmer, Gene Tierney, Harry Davenport y Dudley Digges en los papeles principales.
Está basada en la novela Benjamin Blake, de Edison Marshall.

## Producción
En 1953 Edison Marshall escribió el guion de una película llamada El tesoro del Cóndor de Oro. Aunque no se acredita en la película, esta sigue la misma estructura narrativa de El hijo del furia. En esta versión la dirección corría a cargo de Delmer Daves, mientras que el papel protagonista estaba a cargo de Cornel Wilde, otro actor típico de las producciones de aventuras.
El papel de Benjamín Blake en su niñez, es interpretado por Roddy McDowall. 

## Argumento
Benjamin Blake (Tyrone Power) es un joven huérfano que vive con su abuelo materno Amos Kidder (Harry Davenport). Un buen día su tío paterno Sir Arthur (George Sanders), un rico hacendado, le reclama. No es bien tratado por su tío, pues lo considera un hijo ilegítimo, y por tanto es criado como un sirviente más. No obstante, ya adolescente, Benjamin se enamora y cree que es correspondido por su prima Isabel (Frances Farmer). Después de un altercado con su tío, Benjamin se escapa y se enrola en un barco, donde conoce a Caleb Green (John Carradine), un marinero que se ha enrolado en el barco para ir a quedarse en una isla del Pacífico con el fin de pescar ostras perlíferas. 
Benjamin decide acompañar a Caleb, y tras varios años de convivencia y trabajo en la isla, ya han conseguido un buen capital en perlas. Además Benjamin ha conocido a Eve (Gene Tierney), una bella nativa. Con su fortuna acumulada en perlas, Benjamin decide que es el momento de regresar; Caleb decide que no hay un sitio mejor donde quisiera ir que aquella isla, de manera que entrega su parte a Benjamin y se despide de él con sus mejores deseos.
Benjamin vuelve a Inglaterra, y lo primero que hace es contratar al mejor abogado del país, Bartholomew Pratt (Dudley Digges), con el fin de que consiga legitimar su origen. Luego va a ver a su prima, le regala un collar de perlas y le pide que se vaya con él. Ella accede y se citan, pero a la cita acuden agentes de la ley que le persiguen acusado por una pelea con su tío, su señor a efectos de la ley, antes de haber abandonado el país.
En prisión, le pide a su abuelo Amos Kidder que vaya a buscar a su abogado Bartholomew Pratt, su única esperanza para salir de aquella situación, pero cuando su abuelo regresa, la única noticia que le trae es que el abogado dice que no ha encontrado ninguna evidencia de su origen.
En el tribunal, ya a punto de ser condenado Benjamin, su malvado tío se va a salir con la suya, pero en ese momento, cuando todo parece perdido, aparece el abogado Pratt con la prueba de que los padres de Benjamin se habían casado en el barco en el que se conocieron en un viaje a la India, y que del matrimonio había nacido Benjamin. De esta forma, Benjamin Blake pasa a ser Sir Benjamin y se convierte en dueño de todas las propiedades que antes eran de su tío.
Su tío huye hasta su casa para ponerse a salvo junto con su hija; ella le dice que para ella nada ha cambiado y que va a convertirse en la señora del nuevo señor de la casa, pero su padre le recuerda que fue gracias a ella que Benjamin había sido capturado. Cuando ella le advierte a su padre que debe tener la boca cerrada, es demasiado tarde, pues Benjamin está en la puerta y lo ha oído todo. Repudia a su prima, y se venga de la paliza que su tío le diera tiempo atrás, para terminar así de saldar sus cuentas. Decide entonces repartir sus propiedades y deja a su abuelo como administrador de sus recién heredados bienes, y abandona Inglaterra hacia las islas donde hizo su fortuna, donde le espera su amigo Caleb y sobre todo donde está Eve, su verdadero y gran amor.

## Influencia
La serie de cuadernos de aventuras española Jorga "Piel de bronce" (1954) podría haberse basado en esta película, dadas las semejanzas argumentales.